# Rosa corymbulosa
Rosa corymbulosa är en rosväxtart som beskrevs av Robert Allen Rolfe. Rosa corymbulosa ingår i släktet rosor, och familjen rosväxter. Inga underarter finns listade i Catalogue of Life.